# Dorsal Central del Índico

Mapa batimétrico de la Dorsal Central del Índico.

La Dorsal Central del Índico (DCI) es un límite de placas tectónicas divergentes entre la placa Africana y la placa Indoaustraliana que atraviesa las regiones occidentales del océano Índico. La sección norte de la dorsal se denomina dorsal de Carlsberg. La dorsal central del Índico se extiende desde el punto triple de la isla de Rodrigues , donde se une a las Cordilleras de las Indias Occidentales y de las Indias Árabes; hasta la zona de fractura de Owen. En el sureste, girando hacia el este, se convierte en la dorsal australiano-antártica. En el extremo sureste de la Cordillera Central de la India se encuentra la meseta submarina de Ámsterdam, una elevación de unos 1500 m de altura que tiene montañas submarinas, las islas de San Pablo y de Ámsterdam son partes emergentes de esta dorsal.
Es una dorsal de expansión lenta y desempeña un papel crucial en la evolución tectónica de la cuenca del océano Índico y exhibe características morfológicas y geofísicas distintivas. La DCI se caracteriza por una topografía accidentada, paredes de valle empinadas y un fondo de valle bien definido, características típicas de las dorsales de expansión lenta. Las tasas de expansión a lo largo de la DCI varían de 26 a 40 mm/año, y eso el lo que la coloca en la categoría de expansión lenta.
Esta dorsal se eleva entre 1000 y 1500 m sobre el fondo del océano. Consiste en crestas estrechas de 300 a 500 m de altura y gargantas que se extienden a lo largo de las crestas. Las gargantas más profundas (hasta 4245 m) forman un valle de ruptura en la parte axial de la cresta. En las depresiones se encuentran limos foraminíferos, en pendientes pronunciadas se encuentran afloramientos basálticos.
La dorsal central del Índico forma parte de un sistema más amplio de dorsales en el océano Índico, que incluye la dorsal noroccidental y la dorsal suroccidental. Juntas, estas dorsales forman el sistema de la dorsal mesoindia, que desempeña un papel crucial en la evolución tectónica y geológica de la cuenca del océano Índico.

## Entorno geológico
La morfología de la DCI es característica de crestas lentas a intermedias, como se ha indicado más arriba. El valle axial tiene una profundidad de 500 a 1000 m; los segmentos de dorsal de 50 a 100 km de longitud están separados por fallas transformantes de 30 km de longitud y discontinuidades no transformadas de 10 km de longitud. El suministro de material fundido proviene de dorsales volcánicas axiales que tienen 15 km de largo, 1 a 2 km de ancho y alcanzan los 100 a 200 m por encima del piso axial.
Con una tasa de expansión de 30 mm/año cerca del Ecuador y 49 mm/año cerca de la Triple Unión de Rodríguez (TUR) en su extremo sur, la DCI es una dorsal de extensión intermedia rápida caracterizada por una oblicuidad moderada y pocas compensaciones grandes, la excepción obvia siendo la Zona de Fractura Mary Celeste de casi 300 km de longitud a 18°S. Entre 21°S y la zona de fractura Mary Celeste (18° S), la DCI se desvía hacia el oeste. A lo largo de esta sección, los desplazamientos más grandes cambian de lateral derecho a lateral izquierdo pero regresan al lateral derecho al norte de 18°S.
Por el contrario, la sección sur (TUR-Zona de fractura de Argo, 25°S-13°S) de la DCI es casi ortogonal con respecto a la dirección de expansión. Al norte de Argo FZ es muy oblicua y está dominada por numerosos segmentos de crestas pequeñas. La sección norte de la DCI, incluida la Dorsal Carlsberg, tiene una tendencia NNO y carece de zonas de fractura. La profundidad axial de la DCI aumenta de 3200 ma 20 ° S a 4000 m en la TUR.
Una característica notable de la DCI es la presencia de complejos de núcleos oceánicos (OCC, Ocean core complexes en inglés) o estructuras llamadas megamulliones, particularmente en las intersecciones de las dorsales con las transformaciones. Estas estructuras están asociadas con secciones menos magmáticas de la dorsal y brindan información sobre la compleja interacción entre los procesos magmáticos y tectónicos en entornos de expansión lenta.
La formación de estos complejos de núcleos oceánicos (OCC) está asociada principalmente con fallas de desprendimiento de larga duración durante períodos de suministro limitado de magma. 

## Límites
Tradicionalmente se dice que la DCI separa la placa Africana de la placa Indo-Australiana. Asimismo, se dice que la Zona de fractura de Owen en el extremo norte de la DCI separa la placa India-Australiana de la placa Árabe.  Sin embargo, los movimientos en la Zona de Fractura de Owen son insignificantes y Arabia y la India se mueven como una sola placa.  Esta placa, a su vez, está separada de la placa australiana por un límite difuso, el límite entre la India y la Placa de Capricornio, que se extiende hacia el este desde la DCI cerca del banco de Chagos hasta la dorsal del Meridiano Noventa Este y hacia el norte a lo largo de la Dorsal del meridiano Noventa Este hasta el extremo norte de la fosa de Sonda.  Este límite difuso se inició probablemente en el Mioceno tardío y está probablemente relacionado con la apertura del golfo de Adén y el levantamiento del Himalaya.

## Dinámica
La Dorsal Central del Índico (DCI) es una dorsal meso-oceánica en el Océano Índico, parte del sistema global de dorsales meso-oceánicas. Forma un límite entre la Placa Africana, la Placa Indo-Australiana y la Placa Antártica. La dorsal se caracteriza por los movimientos divergentes de las placas tectónicas, donde se genera nueva corteza oceánica a medida que las placas se separan.
Estudios recientes han utilizado diversas técnicas geofísicas, incluyendo batimetría multihaz, estudios magnéticos y datos sísmicos, para entender mejor la estructura y dinámica de la DCI. Estas investigaciones han revelado patrones complejos de expansión del fondo marino, variaciones en el espesor de la corteza y la influencia de las heterogeneidades del manto en los procesos de las dorsales. La dorsal central del Índico sigue siendo un área de investigación activa, que ofrece información valiosa sobre los procesos de expansión del fondo marino, la dinámica del manto y la evolución de las cuencas oceánicas. Sus características únicas como dorsal de expansión lenta la convierten en un importante laboratorio natural para estudiar las complejas interacciones entre los procesos tectónicos y magmáticos en la litosfera de la Tierra.

### Dirección del desplazamiento
La dirección del desplazamiento de la Dorsal Central del Índico varía a lo largo de su longitud, pero generalmente está orientada en una dirección norte-sur, con variaciones locales debido a las interacciones entre las placas tectónicas circundantes. La tendencia general de la dorsal está influenciada por los movimientos relativos de las Placas Africana, Indo-Australiana y Antártica.

### Velocidad de expansión
La velocidad de expansión de la Dorsal Central del Índico varía a lo largo de su longitud, pero generalmente se clasifica como intermedia a lenta en comparación con otras dorsales meso-oceánicas, como se ha mencionado más arriba. La tasa de expansión del fondo marino generalmente se mide en centímetros por año (cm/año). Para la Dorsal Central del Índico, las tasas de expansión están aproximadamente en el rango de 1.5 a 5 cm/año.

### Dinámica detallada
La parte norte de la Dorsal Central del Índico se expande a una velocidad relativamente más lenta, influenciada por las interacciones complejas con la Dorsal de Carlsberg y la Triple Unión de Rodrigues. La parte central de la dorsal muestra tasas de expansión moderadas, donde la interacción con la Triple Unión de Rodrigues juega un papel significativo. El segmento sur cerca de la intersección con la Dorsal del Sureste Índico generalmente tiene tasas de expansión más altas, influenciadas por la dinámica de la Placa Antártica y la Dorsal del Sudoeste Índico.

### Implicaciones geológicas
El desplazamiento y las tasas de expansión de la Dorsal Centro-Índica tienen implicaciones significativas para las características geológicas y geofísicas de la cuenca del Océano Índico. La tasa de expansión influye en la formación de nueva corteza oceánica, la creación de respiraderos hidrotermales y la actividad sísmica a lo largo de la dorsal.

## Historia tectónica e interacción de puntos calientes

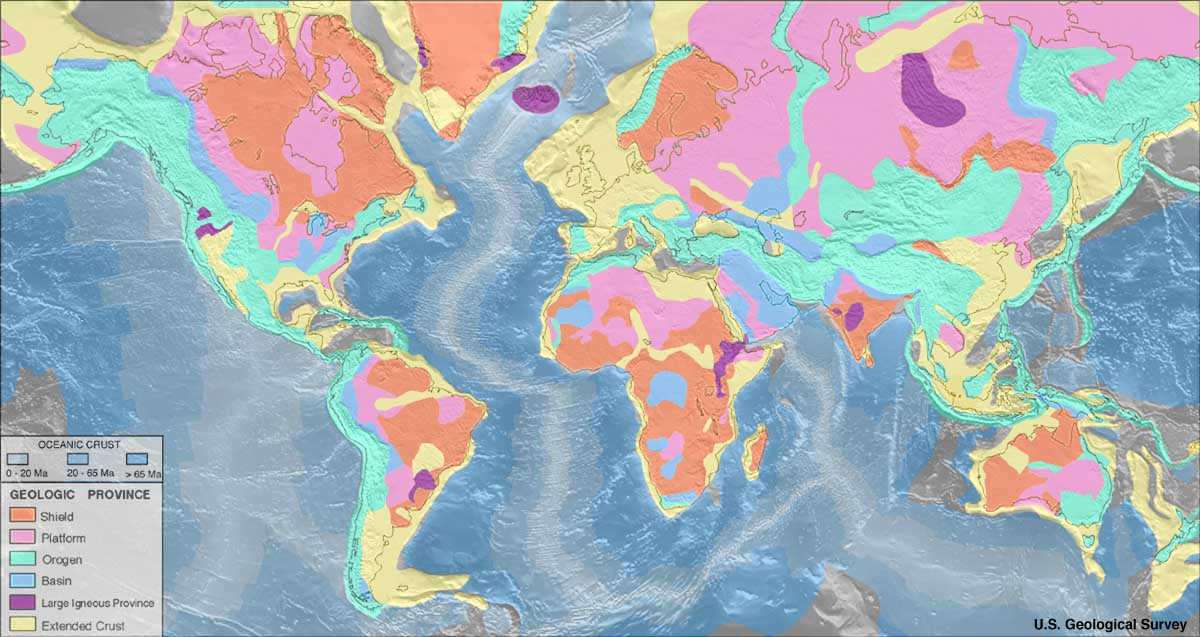
Los Traps del Decán aparecen como una zona en morado en este mapa geológico de la India.

La DCI se abrió durante la separación de la meseta de las Mascareñas y la dorsal de Chagos-Laccadive hace unos 38 millones de años, ambos productos del punto caliente de Reunión, el único punto caliente conocido que ha interactuado con la DCI.  Situado ahora a 1100 km de la DCI, el punto caliente cruzó la DCI cerca de los 18-20°S, desde la placa india a la africana, a los 47 Ma.  La pista del punto caliente de la Reunión incluye la Dorsal de Chagos-Laccadive en la Placa India, que conduce a la costa occidental de la India, donde el punto caliente recién nacido produjo las Traps del Decán en el noroeste de la India hace 66 Ma.
La única estructura sobre el agua cerca del CIR es la Isla Rodrigues, la parte superior de la enigmática triple unión de Rodrigues entre Mauricio y la DCI. La cresta de Rodrigues llega a la DCI a 19°S a través de una serie de crestas en escalón conocidas como los Tres Reyes Magos. Las rocas volcánicas de la isla Rodrigues son, sin embargo, similares a las rocas de 1,58-1,30 Ma de Reunión y Mauricio y, por tanto, la dorsal Rodrigues no puede haberse originado en la DCI, dejando el punto caliente de la Reunión como el candidato más probable.